# Hioscyjamina
Hioscyjamina, L-atropina – organiczny związek chemiczny, alkaloid tropanowy, enancjomer atropiny o konfiguracji S przy atomie 2 grupy fenylopropanianowej. Stosowany w medycynie w postaci chlorowodorku lub siarczanu, jednak o wiele rzadziej od racemicznej atropiny (od której ma silniejsze działanie).

## Występowanie i działanie
Hioscyjamina występuje w pokrzyku wilczej jagodzie, bieluniu dziędzierzawie i lulku czarnym, z których jest otrzymywana. Łatwo racemizuje do atropiny podczas suszenia części roślin. Jest antagonistą acetylocholiny w obrębie receptora M. Wykazuje następujące działania na organizm człowieka
- znosi wpływ nerwu błędnego na serce
- hamuje gruczoły wydzielnicze w przewodzie pokarmowym oraz gruczoły potowe i ślinowe
- rozszerza naczynia krwionośne skóry (uwalnianie histaminy)
- rozszerza źrenicę i podnosi ciśnienie śródgałkowe na długi okres, blokując receptory muskarynowe (dlatego nie może być stosowana w przypadkach jaskry)
- powoduje problemy z oddawaniem moczu.

W dawkach wyższych od terapeutycznych działa porażająco na obwodowy układ nerwowy oraz powoduje początkowo pobudzenie psychoruchowe, potem zmęczenie, zaczerwienienie skóry, tachykardię, przyspieszenie oddechu, dezorientację, niepokój, realistyczne omamy wzrokowe i słuchowe, stany delirium, śpiączkę. Jako odtrutkę podaje się pilokarpinę pobudzającą przywspółczulny układ nerwowy.